# 金周暎
金周暎（：／ Kim Ju-young，1961年10月15日—），大韓民國自由派政治人物，第21屆國會議員。